# Abacetus aeneovirescens
Abacetus aeneovirescens es una especie de escarabajo terrestre de la subfamilia Pterostichinae. Fue descrito por Straneo en 1939 y se encuentra en varios países de África y Medio Oriente.  La especie se encuentra en la República Democrática del Congo, Etiopía, Mauritania, Nigeria, Senegal, Somalia, Tanzania, Uganda y Yemen. 